# Henry Flagler
Henry Morrison Flagler, ameriški industrialec in soustanovitelj Standard Oila, * 2. januar 1830, Hopewell, New York, Združene države Amerike, † 20. maj 1913, Palm Beach, Florida, ZDA.
Flagler je bil ključna osebnost industrijskega razvoja vzhodne obale Floride ob Atlantskem oceanu. Ustanovil je železniško linijo Florida East Coast Railway, znan pa je tudi kot oče mest Miami in Palm Beach.

## Otroštvo in izobrazba
Henry Flagler se je rodil Elizabeth Caldwell Morrison Harkness in Isaacu Flaglerju, prezbiterijanskemu duhovniku. Njegova mati je bila vdova dr. Davida Harknessa iz Ohia, ki je pred njuno poroko prav tako bil vdovec. Harkness in njegova prva žena sta bila starša Stephena V. Harknessa, ki je kot uspešen poslovnež kasneje vložil veliko sredstev v Flaglerjevo družbo Standard Oil.  Elizabeth in David Harkness sta imela enega sina, Daniela M. Harknessa, Henryjevega polbrata.
Henry Flagler je šolo zapustil v 8. osmem razredu pri starosti 14 let in se svojemu polbratu Danielu pridružil pri delu v trgovini Danielovega strica, znani kot Lamon G. Harkness and Company, v mestu Republic v zvezni državi Ohio. Za svoje delo je prejemal 5 dolarjev mesečno ter imel poplačane stroške nastanitve. Do leta 1849 se je mladi Flagler pridružil prodajnemu osebju družbe in prejemal 400 dolarjev mesečno. Čez nekaj časa je trgovino zapustil in se Danielu pridružil v mestu Bellevue, kjer je slednji skupaj s stricem ustanovil novo podjetje, ki se je ukvarjalo s predelavo žita. Leta 1862 je Henry odšel na svoje in v michiganskem Saginawu s svojim svakom Barneyjem Yorkom soustanovil družbo Flagler and York Salt Company, ki se je ukvarjala s pridobivanjem in predelavo soli. Leta 1865 je zaradi konca državljanske vojne in posledičnega padca povpraševanja po soli njuna družba razpadla. Globoko zadolžen se je Flagler vrnil v Bellevue. Propadli projekt ga je stal začetnega vložka 50.000 dolarjev, še enkrat toliko pa je dolgoval svojemu tastu in Danielu Harknessu. Bil pa je mnenja, da je prišel do pomembnega spoznanja: nikoli ne vlagaj v posel, če pred tem nisi izvedel podrobnih raziskav. 